# Лондон XVIII века

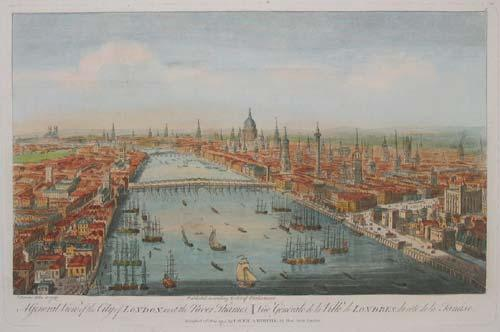
Вид на Лондон с восточной стороны в 1751 году.

XVIII век — время быстрого и бурного роста Лондона, чему поспособствовало увеличение численности населения страны, зачатки Промышленной революции и роль Лондона как центра развивающейся Британской империи.
В 1707 году был принят Акт, объединивший шотландский и английский парламенты, в результате чего образовалось Королевство Великобритания. Год спустя, в 1708, Собор Святого Павла, творение Кристофера Рена, отпраздновал свой день рождения; однако первая служба прошла ещё 2 декабря 1697 года, то есть более чем 10 годами ранее. Здание заменило оригинальный Собор Святого Павла, полностью разрушенный во время Великого лондонского пожара. Собор считается одним из лучших примеров архитектуры барокко в Великобритании.

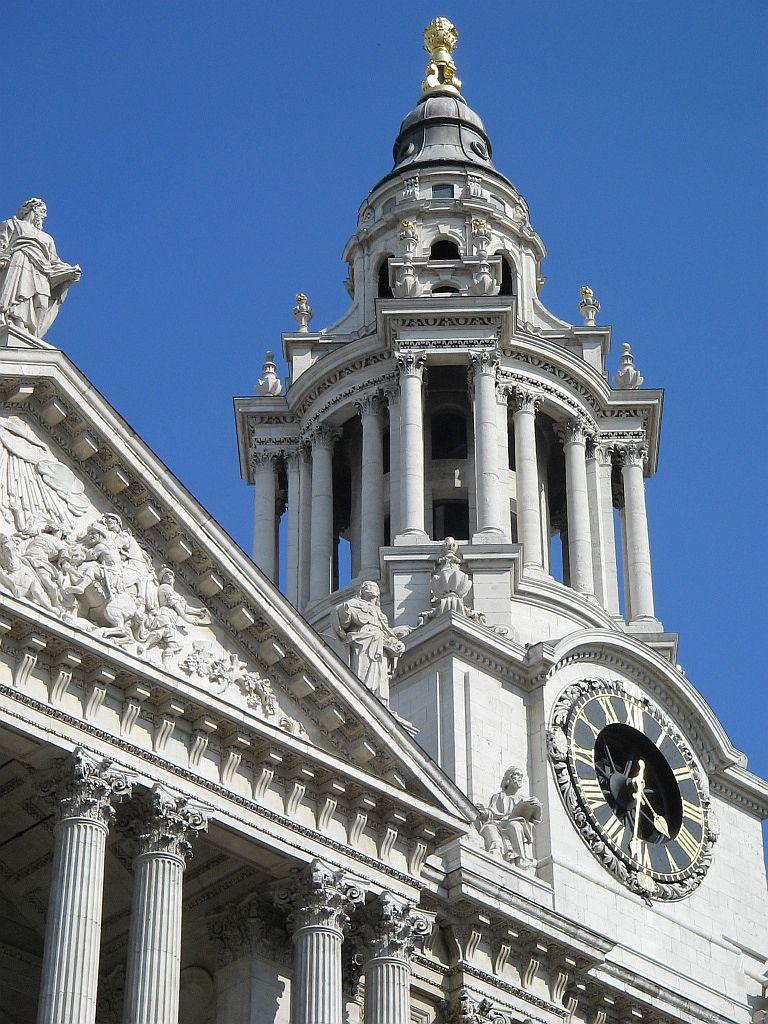
Башня Собора Святого Павла

В Георгианскую эпоху Лондон распространялся быстрыми темпами за пределы своих бывших границ. В Вест-Энде строились новые районы для состоятельных горожан, такие как Мейфэр, а новые мосты через Темзу ускорили развитие Южного Лондона и Ист-Энда, в то время как Лондонский Порт также расширился вниз по течению. К тому же времени относится восстание американских колоний. В 1780 году в Тауэр был заключён (единственный за всё время его существования) американец, бывший президент Континентального конгресса Генри Лоуренс. В 1779 он по поручению конгресса искал в Голландии поддержку революции. На обратном пути в Америку был захвачен Королевским флотом и обвинён в государственной измене. Из тюрьмы был освобождён 21 декабря 1781 года в обмен на Чарльза Корнуоллиса.
В 1762 году Георг III приобрёл у герцога Букингемского Букингемский дворец. За следующие 75 лет он был расширен несколькими архитекторами, но основную часть работы выполнил Джон Нэш. Однако постоянной королевской резиденцией дворец стал только в XIX веке, что первоначально не предполагалось.

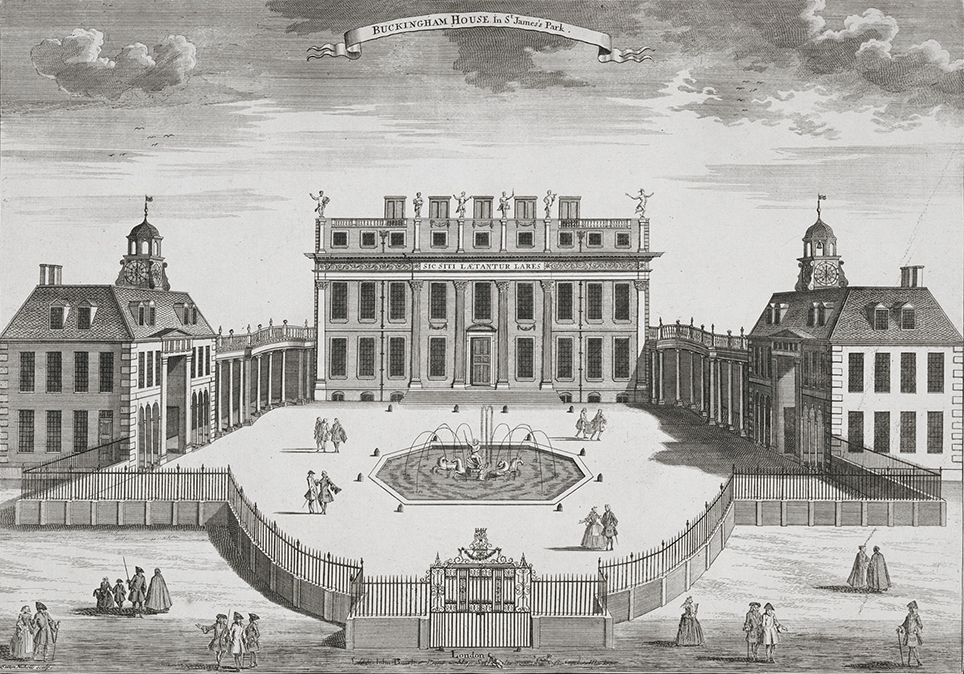
Букингемский дворец в начале XVIII века

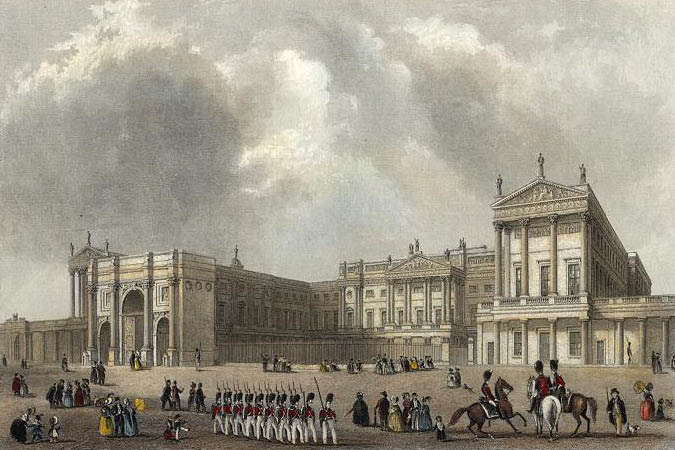
Веком позже, перестроенный Джоном Нэшем

В XVIII веке в Лондоне получили распространение кафе, которые стали популярным местом для обсуждения различных политических и творческих идей. Повышение грамотности населения и распространение типографских станков сделали более доступным быстрое распространение новостей. В течение столетия центром, где зарождалась лондонская пресса, была Флит-стрит.
В XVIII веке повышалась эффективность системы расследования преступлений; в 1750 году была создана профессиональная полиция — Bow Street Runnerss. Наказания за преступления были довольно суровыми, и смертная казнь присуждалась даже за незначительные проступки. В Лондоне были распространены публичные повешения, которые пользовались популярностью и собирали толпы народа.
В 1780 Лондон потряс Бунт лорда Гордона, восстание протестантов против увеличения общественных прав католиков, возглавляемое Джорджем Гордоном. Католическим церквям и домам прихожан был нанесён тяжёлый ущерб; после подавления бунта было казнено 285 человек.
Вплоть до 1750 года единственным мостом через Темзу был Лондонский мост, но в том году был открыт Вестминстерский мост, который, в некотором смысле, стал соперником Лондонского моста.
В XVIII веке произошло отделение американских колоний от Великобритании, а также ряд других трагических событий, что, наряду с Просвещением, изменило жизнь горожан к XIX веку.